# Repetera flabelliformis
Espèce
Repetera flabelliformis est une espèce disparue de Bryozoaires de la famille des Reteporidae. L’Hornera reteporacea est une désignation abusive d'un holotype pour l'exemplaire figuré par Michelin de Retepora flabelliformis ; l'espèce a été décrite par Henri-Marie Ducrotay de Blainville.

## Description et caractéristiques
Il s'agit d'un zoarium libre, érigé, réticulé, à nombreux tractus réunissant les branches. Les tubes s'ouvrent sur la face frontale des branches. 

## Habitat et répartition
Il s'agit d'une espèce commune dans les faluns du Miocène.